# Saint-Hilaire (Aude)
Saint-Hilaire település Franciaországban, Aude megyében. Lakosainak száma 713 fő (2022. január 1.). Saint-Hilaire Belcastel-et-Buc, Caunette-sur-Lauquet, Clermont-sur-Lauquet, Gardie, Greffeil, Ladern-sur-Lauquet, Pieusse, Pomas, Verzeille és Villebazy községekkel határos.

## Népesség
A település népessége az elmúlt években az alábbi módon változott:
| Lakosok száma | 751  | 595  | 653  | 720  | 759  | 772  | 773  | 713  | 713  | 713  |
|               | 1968 | 1982 | 1990 | 2006 | 2013 | 2015 | 2017 | 2019 | 2020 | 2022 |